# Wniebowzięcie Matki Boskiej (obraz El Greca z 1610)
Wniebowzięcie Matki Boskiej – obraz hiszpańskiego malarza pochodzenia greckiego Dominikosa Theotokopulosa, znanego jako El Greco.

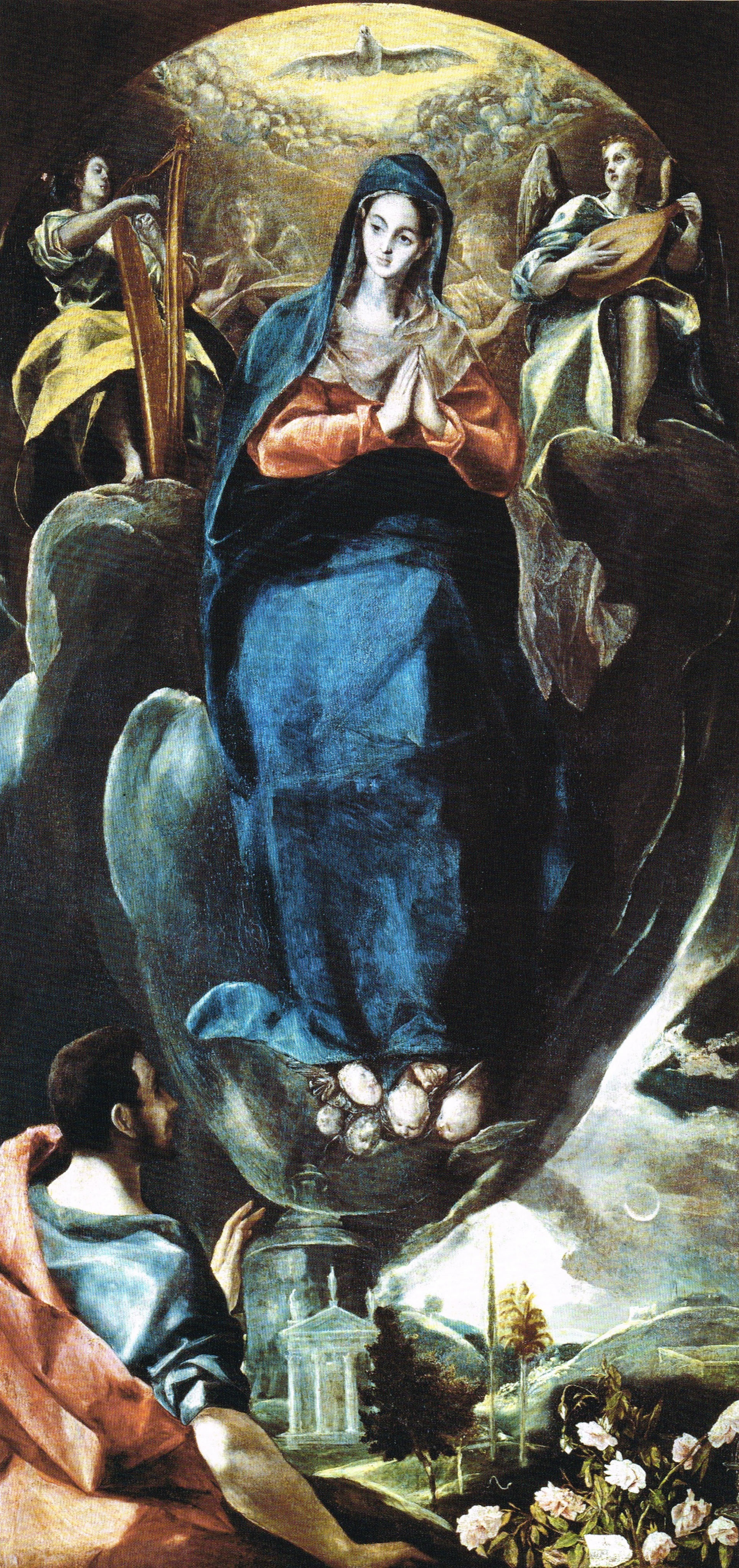
Niepokalane Poczęcie kontemplowane przez Jana Ewangelistę El Greca z 1585 roku

## Opis obrazu
Obraz, jak większość dzieł po roku 1610, powstał przy współudziale syna malarza Jorge Manuela. Inspiracją do powstania obrazu była wcześniejsza wersja Niepokalanego Poczęcia kontemplowanego przez Jana Ewangelistę z 1585. El Greco wykorzystał tę samą kompozycje rezygnując z przedstawienia Jana u dołu obrazu. Maria znajduje się w centrum kompozycji, unoszona przez cherubinów, których główki ledwo zaznaczone znajdują się u jej stóp. U góry aniołowie, tym razem w większości skupionych na śpiewach anielskich (tylko jeden ma w dłoniach flet), otaczają tradycyjnie wyidealizowaną postać Marii. Ich postacie są nadmiernie wydłużone i nieproporcjonalne w stosunku do ich głów. Podobnie jest u Madonny, która rozkłada dłonie przyjmując łaskę Ducha Świętego, który pod postacią gołębicy znajduje się nad jej głową. Od niego pada jasne światło oświetlające wszystkie postacie zebrane wokół oraz twarz i rozwarte dłonie Marii. Tak jak w poprzednich wersjach u dołu obrazu El Greco umieszcza zachmurzony, ciemny krajobraz na którym widoczne są maryjne symbole: lilie, róże, świątynia, fontanna, księżyc, nawiązujące do słów z Pieśni nad Pieśniami.

## Proweniencja
Obraz znajdował się w różnych kolekcjach prywatnych i prezentowany był na różnych wystawach m.in. na wystawie w Prado w 1902 (istnieje fotografia obrazu z tego okresu). Tam został ponownie zauważony i odkryty jako późniejsze dzieło El Greca. W tym samym czasie obraz wszedł w posiadanie kolekcjonera Marquesa de la Vega-Inclan, założyciela Muzeum EL Greca w Toledo. W 1911 i 1912 dzieło było wystawiane w Monachium i w Kunsthalle Düsseldorf już jako własność budapeszteńskiego kolekcjonera Marczella von Nemesa. W 1930 obraz trafił do kolekcji Muzeum Thyssen-Bornemisza w Lugano, a w 1992 do oddziału w madryckiego.